# Plasilia
Plasilia är ett släkte av skalbaggar. Plasilia ingår i familjen vivlar.
Kladogram enligt Catalogue of Life:
| Plasilia | \| \| Plasilia latinasus \| \| \| \| |
|          | \| \| Plasilia latinasus \| \| \| \| |
|          | Plasilia latinasus                   |
|          |                                      |